# Carlos Agostinho do Rosário
Carlos Agostinho do Rosário, född 26 oktober 1954, är en mozambikansk politiker som var premiärminister i Moçambique från 17 januari 2015 till 3 mars 2022. Han är medlem i FRELIMO. Han arbetade som tjänsteman på 1970-talet och var guvernör i Zambezia-provinsen mellan 1987 och 1994. Senare tjänstgjorde han en kort stund som ledamot 1994 innan han blev jordbruks- och fiskeriminister, i vilken tjänst han tjänade fram till 1999. Därefter blev han en diplomat i Asien; före sin utnämning till premiärminister fungerade Rosario som ambassadör i Indonesien.